# فرمانداری نظامی در بلژیک و شمال فرانسه
فرمانداری نظامی در بلژیک و شمال فرانسه (به آلمانی: Militärverwaltung in Belgien und Nordfrankreich) ساختاری اداری اشغالی و موقت بود که در طول جنگ جهانی دوم توسط آلمان نازی تأسیس شد و شامل بلژیک امروزی و دپارتمان فرانسه نُر و پا-دو-کاله بود. این ساختار وظیفه اداره منطقه ممنوعه را، که نوار باریکی از سرزمین‌ها در امتداد مرزهای شمالی و شرقی فرانسه بود، داشت. این فرمانداری تا ژوئیه ۱۹۴۴ پابرجا بود. برنامه‌های انتقال بلژیک از فرمانداری نظامی به یک دولت مدنی توسط اس‌اس پیگیری می‌شد و تا پاییز ۱۹۴۲ نیز هیتلر برای انجام آن آمادگی داشت، اما در آن هنگام برنامه‌های مورد نظر را به تعویق انداخت. اس‌اس پیشنهاد داده بود که یوزف تربوفن یا ارنست کالتنبرونر به عنوان رایخس‌کومیسار دولت مدنی گماشته شوند.
در ۱۸ ژوئیه ۱۹۴۴، فرمانداری نظامی جای خود را به یک دولت مدنی با هدایت گاولایتر یوزف گروهه، که به عنوان رایخس‌کومیسار از رایخس‌کومیساریات بلژیک و شمال فرانسه گزیده شده بود، داد.